# Movimiento Ciudadano de Ginebra
El Movimiento Ciudadano de Ginebra (en  francés: Mouvement Citoyens Genevois, MCG) es un partido político en el Cantón de Ginebra, Suiza.

## Historia
El MCG fue cofundado en 2005 por Éric Stauffer y Georges Letellier. Se estableció como el tercer partido político más poderoso del cantón en las elecciones legislativas de 2009, ganando 17 de los 100 escaños en el Gran Consejo de Ginebra.
En 2010, el MCG formó una organización del partido más amplia con capítulos en todos los cantones de Romandía, llamada Mouvement Citoyen Romand (MCR). Sin embargo, solo el capítulo de Ginebra ha tenido un verdadero éxito.
El MCG obtuvo grandes avances en las elecciones locales cantonales de marzo de 2011, ayudando a poner fin a una mayoría de 20 años de partidos de centroizquierda en el parlamento de la ciudad de Ginebra.
En 2013, el MCG aumentó aún más su repredentacion en el Gran Consejo de Ginebra a 20 escaños. Además, obtuvo un escaño en el Consejo de Estado de Ginebra, el órgano ejecutivo del cantón, con Mauro Poggia tomando el escaño.
En las elecciones federales de octubre de 2011, el MCG ganó uno de los once escaños de Ginebra en el Consejo Nacional, nuevamente con Mauro Poggia. El MCG retuvo su único escaño en las elecciones de 2015, y más tarde lo perdió en las elecciones de 2019. En las elecciones de 2023 consiguió regresar al Consejo Nacional con dos escaños y entrar por primera vez al Consejo de los Estados con un representante.

## Resultados electorales

### Gran Consejo de Ginebra
| Elección | Votos       | % voto | Escaños | +/- |
| -------- | ----------- | ------ | ------- | --- |
| 2005     | 6.619 (#7)  | 7,7    | 9/100   |     |
| 2009     | 12.733 (#3) | 14,74  | 17/100  | 8   |
| 2013     | 17.645 (#2) | 19,23  | 20/100  | 3   |
| 2018     | 8.326 (#5)  | 9,43   | 11/100  | 9   |
| 2023     | 10.603 (#4) | 11,72  | 14/100  | 3   |